# Master of Photography
Master of Photography è un talent show europeo incentrato sul mondo della fotografia.
Il programma ha debuttato il 21 luglio 2016, trasmesso in contemporanea in cinque nazioni: Germania, Italia, Regno Unito, Austria e Irlanda. In Italia viene trasmesso su Sky Arte HD. Il format nasce da un'idea di Roberto Pisoni, direttore di Sky Arte HD, Barbara Frigerio e Mario Paloschi.

## Il format
12 fotografi tra professionisti e amatoriali (10 dalla terza edizione, 8 dalla quarta), di differenti nazionalità europee, si sfidano in una competizione incentrata sulla fotografia per contendersi il titolo di "Master of Photography d'Europa", aggiudicarsi 150.000 euro ed avere la possibilità di esporre i propri scatti in un'importante mostra.
Nel corso delle varie puntate i concorrenti dovranno affrontare diversi temi e generi fotografici, come la street photography, il nudo, l'autoritratto e la fotografia paesaggistica. I partecipanti vengono giudicati da tre professionisti del settore.
La prima edizione del programma è stata condotta dall'attrice e modella Isabella Rossellini, mentre dalla seconda edizione in poi non è presente alcun presentatore interno.
Entrambe le edizioni sono state prodotte in Italia da Ballandi Arts. Il programma è realizzato interamente in inglese e poi doppiato per l'edizione italiana e tedesca.

## I giudici
In tutte le edizioni, i giudici sono stati 3. A partire dalla seconda edizione, dopo l'abbandono di Isabella Rossellini come conduttrice, i giudici hanno svolto, congiuntamente, il ruolo di conduttori.
| Giudici             | 1 | 2 | 3 | 4 | TOT |
| ------------------- | - | - | - | - | --- |
| Oliviero Toscani    | ♦ | ♦ | ♦ | ♦ | 4   |
| Elizabeth Biondi    |   |   | ♦ | ♦ | 2   |
| Mark Sealy          |   |   | ♦ | ♦ | 2   |
| Simon Frederick     | ♦ |   |   |   | 1   |
| Rut Blees Luxemburg | ♦ |   |   |   | 1   |
| Caroline Hunter     |   | ♦ |   |   | 1   |
| Darcy Padilla       |   | ♦ |   |   | 1   |

## Il programma

### Prima edizione
La prima edizione, trasmessa dal 21 luglio all'8 settembre 2016, è stata vinta dal fotoreporter italiano Gabriele Micalizzi. I giudici della prima edizione sono Oliviero Toscani, Rut Blees Luxemburg e Simon Frederick.

### Seconda edizione
La seconda è stata vinta dalla fotografa britannica Gillian Allard. È andata onda dal 25 maggio al 13 luglio 2017. La seconda edizione vede come giudici Oliviero Toscani, la fotoreporter Darcy Padilla e la photoeditor Caroline Hunter.

### Terza edizione
La terza edizione è stata vinta dalla fotografa italiana Federica Belli. È andata onda dal 29 maggio al 17 luglio 2018. I giudici della terza edizione sono Oliviero Toscani, la visual editor Elizabeth Biondi e Mark Sealy, curatore e presidente di Autograph ABP.

### Quarta edizione
La quarta edizione va in onda dal 28 maggio 2019. I giudici della quarta edizione sono gli stessi dell'edizione precedente.

## Le edizioni
| Edizione | Data d'inizio  | Vincitore          | Finalisti                         | Concorrenti in ordine di eliminazione | Numero di concorrenti |
| -------- | -------------- | ------------------ | --------------------------------- | --- | --------------------- |
| 1 Roma   | 21 luglio 2016 | Gabriele Micalizzi | Marta Lallana García Rupert Frere | Gina Soden, Dragica Carlin, Sebastian Siebel (squalificato), Lanka Perren, Hongwei Tang, Mary Stuart, Neal Gruer, Laura Zalenga, Yan Revazov                              | 12                    |
| 2 Roma   | 25 maggio 2017 | Gillian Allard     | Olympe Tits Souvid Datta          | Martina Biccheri, Niko Giovanni Coniglio (ritirato), Viktoria Sorochinski, Sohail Karmani, Sonja Thoms, Molly Keane, Wojciech Grzedzinski, Max Brucker, Comewell Puplampu | 12                    |
| 3 Roma   | 29 maggio 2018 | Federica Belli     | Alex Liverani                     | Susanne Middelberg, Marietta Varga, Danyelle Rolla, Paolo Barretta, Nora Kabli, Monika Milewska, Flint Stelter, Wayne Crichlow                                            | 10                    |
| 4 Roma   | 28 maggio 2019 | Jan Düfelsiek      | Sidar Sahin                       | Sonia Bhamra, Ness Rubey, Danilo Di Meo, Robin De Goede, Maria Giulia Costanzo, Richard Morgan                                                                            | 8                     |

## Concorrenti per nazione
| Edizione | Austria      | Belgio      | Croazia        | Francia      | Germania                         | Irlanda     | Italia                                                    | Paesi Bassi    | Polonia              | Regno Unito                                | Russia      | Spagna               | Svizzera    | Ucraina              | Ungheria       |
| -------- | ------------ | ----------- | -------------- | ------------ | -------------------------------- | ----------- | --------------------------------------------------------- | -------------- | -------------------- | ------------------------------------------ | ----------- | -------------------- | ----------- | -------------------- | -------------- |
| 1        | Hongwei Tang | N/A         | Dragica Carlin | Lanka Perren | Laura Zalenga Sebastian Siebel   | N/A         | Gabriele Micalizzi Mary Stuart                            | N/A            | N/A                  | Rupert Frere Neal Gruer Gina Soden         | Yan Revazov | Marta Lallana García | N/A         | N/A                  | N/A            |
| 2        | N/A          | Olympe Tits | N/A            | N/A          | Max Brucker Sonja Thoms          | Molly Keane | Comewell Puplampu Niko Giovanni Coniglio Martina Biccheri | N/A            | Wojciech Grzedzinski | Gillian Allard Souvid Datta Sohail Karmani | N/A         | N/A                  | N/A         | Viktoria Sorochinski | N/A            |
| 3        | N/A          | N/A         | N/A            | Nora Kabli   | Flint Stelter Susanne Middelberg | N/A         | Federica Belli Alex Liverani Paolo Barretta               | N/A            | Monika Milewska      | Wayne Crichlow Danyelle Rolla              | N/A         | N/A                  | N/A         | N/A                  | Marietta Varga |
| 4        | Ness Rubey   | N/A         | N/A            | N/A          | Jan Düfelsiek                    | N/A         | Maria Giulia Costanzo Danilo Di Meo                       | Robin De Goede | N/A                  | Sonia Bhamra Richard Morgan                | N/A         | N/A                  | Sidar Sahin | N/A                  | N/A            |